# いづろ通停留場
いづろ通停留場（いづろどおりていりゅうじょう）は鹿児島県鹿児島市金生町にある鹿児島市電の停留場。鹿児島市電1系統と2系統が使用する。
停留場名の由来は石灯籠が訛って「いづろ」となったことである。

## 歴史

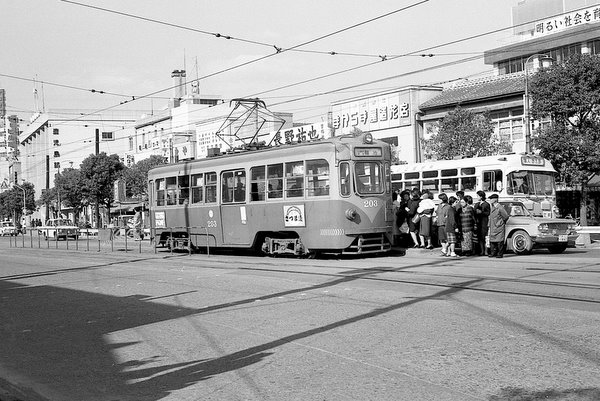
1967年（昭和42年）当時。203号が停車中である。

- 1914年（大正3年）10月3日：鹿児島電気軌道により設置される。
- 1928年（昭和3年）7月1日：鹿児島市電気局に移管。
- 1933年（昭和8年）1月26日：鹿児島市交通課に移管。
- 1952年（昭和27年）10月1日：鹿児島市交通局に移管。

## 構造
2面2線の相対式ホーム。地上駅。各のりばは電車が通過しない限りいつでも行き来できる。 下りホームと上りホームとでは位置が大きく異なる。両のりばには電車接近表示機及びアナウンスがある。
両のりばとも車椅子の使用は可。ただし、電動車椅子はホーム幅が規定に足りないため不可。無人駅で、乗車券などの販売は行っていない。

### のりば
- 1系統 - 天文館、騎射場、郡元、谷山方面
- 2系統 - 天文館、鹿児島中央駅、神田（交通局前）、郡元方面
- 1系統 - 鹿児島駅前方面
- 2系統 - 鹿児島駅前方面

## 利用状況
| 1日乗降人員推移 | 1日乗降人員推移 |
| 年度            | 1日平均人数     |
| --------------- | --------------- |
| 2010年          | 3,800           |
| 2011年          | 3,872           |
| 2012年          | 3,845           |
| 2013年          | 3,939           |
| 2014年          | 3,888           |
| 2015年          | 3,785           |

## 周辺
- いづろ通り
- 三井住友銀行
- みずほ銀行
- 三井住友信託銀行
- 山形屋本店
- マルヤガーデンズ
  - ジュンク堂書店鹿児島店
  - 鹿児島ロフト
- カリーノ天文館
- 照国神社
- 石灯籠 - 駅名の由来となった昔の灯台
- 十島村役場
- ブラザー鹿児島ビル
- 丸善天文館店
- サイバック鹿児島天文館店 - スーパーハルタいづろ店の3階に存在するインターネットカフェ。
- 天文館シネマパラダイス

## バス路線
鹿児島交通と鹿児島市営バス、南国交通がいづろバス停から発着している。
（下記は各系統の行先）
いづろバス停
| いづろバス停（上り） |                        |                  |            |
| 種別・系統番号       | 経由地                 | 行先             | 運行       |
| 3                    | 金生町                 | 市役所前         | 鹿児島交通 |
| 6-2                  | 金生町                 | 市役所前         | 鹿児島交通 |
| 6-3                  | 金生町・市役所前       | 鹿児島駅前       | 鹿児島交通 |
| 9                    | 金生町                 | 市役所前         | 鹿児島交通 |
| 15                   | 金生町                 | 市役所前         | 鹿児島交通 |
| 15                   | 金生町・市役所前       | 水族館前         | 鹿児島交通 |
| 15-2                 | 金生町                 | 市役所前         | 鹿児島交通 |
| 15-3                 | 金生町                 | 市役所前         | 鹿児島交通 |
| 16                   |                        | 金生町           | 鹿児島交通 |
| 16                   | 金生町・市役所前       | 鹿児島駅前       | 鹿児島交通 |
| 18                   | 金生町                 | 市役所前         | 鹿児島交通 |
| いづろバス停（下り） |                        |                  |            |
| 種別・系統番号       | 経由地                 | 行先             | 運行       |
| 3                    | 鹿児島中央駅・オプシア | 鴨池港           | 鹿児島交通 |
| 3                    | 鹿児島中央駅・紫原中央 | 鴨池港           | 鹿児島交通 |
| 6-2                  | 新和田橋・慈眼寺公園前 | 慈眼寺団地       | 鹿児島交通 |
| 6-3                  | 県庁前・新和田橋       | 慈眼寺団地       | 鹿児島交通 |
| 9                    | 騎射場・日之出町       | 紫原             | 鹿児島交通 |
| 15                   | 市営プール前・郡元     | 紫原             | 鹿児島交通 |
| 15                   | 市営プール前・郡元     | 西紫原中学校下   | 鹿児島交通 |
| 15                   | 市営プール前・郡元     | 西紫原中学校前   | 鹿児島交通 |
| 15-2                 | 鹿児島中央駅           | 紫原             | 鹿児島交通 |
| 15-3                 | 市営プール前・郡元     | 広木農協前       | 鹿児島交通 |
| 16                   | 大門口・県庁前         | 鴨池港           | 鹿児島交通 |
| 18                   | 鹿児島中央駅・桜ヶ丘   | 市役所前（循環） | 鹿児島交通 |

## 隣の停留場
鹿児島市交通局
鹿児島市電1系統・2系統
朝日通停留場 - いづろ通停留場 - 天文館通停留場

## その他
- かつて当停留場と朝日通停留場の間には金生町停留場（きんせいちょうていりゅうじょう）が存在したが、戦時中の1943年に廃止となっている。